# Simon Wildsmith
Simon Wildsmith est un artiste plasticien (céramique, création graphique sur papier...) né à Londres le 26 janvier 1965. Il vit et travaille en France, dans le Lot, à Savanac près de Cahors.

## Parcours
Dès son adolescence, Simon Wildsmith  étudie la poterie et les techniques de la céramique à la Croydon School of Art and Design à Londres. Il prend vite pour modèles professionnels des céramistes de génie comme Hans Coper, Lucie Rie ou Grayson Perry, plasticien et potier, couronné par le Turner Prize en 2003. 
À la fin des années 1980, logiquement, Simon Wildsmith crée à Londres une entreprise de création de céramique tournée vers les arts de la table.  Ses créations sont commercialisées dans des grands magasins prestigieux tels Conran Shop (Londres, Paris), Bergdorf Goodman (New York) ou la Royal Academy of Arts (Londres) .  Il remet en pratique la technique du  lustro, le lustrage, une  méthode de décoration de la céramique mise au point, voilà près d'un demi millénaire, en 1518, à Gubbio, en Italie, par Giorgio Andreoli.
En 1994, Simon Wildsmith, s'installe en France, dans le Lot, à Savanac.  Il travaille désormais  sur papier. Il utilise la technique de l’impression à jets pigmentaires.  Il produit ainsi à partir de fichiers informatiques qu'il "bidouille", selon son expression, des images qu'il produit comme œuvres originales signées, en  séries limitées de 1, 3, 6 ou 10 exemplaires.

## L'œuvre sur papier
Xavier Pierrée écrit: " Certaines œuvres de Simon Wildsmith sont comme des miroirs dans lesquels l'actualité du monde s'est brisée. Morceau par morceau, l'artiste refond les images d'un monde parfois effrayant. En créant ses images, il passe au scanner certains aspects de notre monde et nous permet de regarder à travers elles ce que nous sommes. ( ... ) On est fasciné par son art de recomposer une vision d'ensemble à partir de la répétition d'un détail.( ... )Il stigmatise nos folies les plus dérangeantes tout en nous prévenant, dans un message ultime, que l'amour est la seule sauvegarde intégrale de notre système. " 
Jacques Bouzerand écrit: " Simon Wildsmith ne fixe pas de limites à sa liberté. Figuratives, symboliques, abstraites, ses créations - toujours pleines de signification, d'humour ou de profondeur- cherchent à lutter contre les intoxications qui menacent ou pervertissent l'humanité. " 
"Ses œuvres ont la particularité de permettre des lectures à plusieurs niveaux. D’emblée, ses grandes images intenses, colorées, nettes, vigoureuses, sont d’une expressivité évidente et d’un charme esthétique  indiscutable… Il ne faut pas s’en tenir là, même si cela pouvait suffire au plaisir des yeux. Il faut aller plus loin. Déjouer les pièges de l’escamotage. Au second regard, les images dévoilent des trésors occultés…"
Blandine Dubois écrit : " « What’s your drug ? » interroge le tableau. C’est la question adressée au regardeur par The Big Bang, tableau explosif de Simon Wildsmith, qui concentre en son sein bon nombre de tropismes cher à l’artiste. L'œil est accroché et happé par ce tableau, explosion fulgurante de couleurs lumineuses, jaillissement de croix éclatées irradiant géométriquement aux quatre points cardinaux. Dans une version en cours d’élaboration, un bas-relief, il fige dans la porcelaine lustrée l’instant sublime où le shoot en fait voir de toutes les couleurs. Simon Wildsmith met juste en scène un flash, tout de séduction de la promesse d’un ailleurs. Il nous montre les illusions d’un monde meilleur injecté par des seringues dorées, plantées, bien ordonnées, dans les avant-bras de l’artiste reproduits et moulés dans la matière céramique. Cette volonté de s’inscrire corporellement dans son propre discours prouve l’engagement et la sincérité de l’artiste à dénoncer la folie du monde. Là est sa place, affirme-t-il, animé par une profonde nécessité de créer. Assurément. Par-delà la première lecture de ce bas-relief, où le motif de l’addiction apparait, symbolisé par la présence de ces seringues lustrées à l’or, métaphore évidente de la promesse d’un paradis terrestre et éphémère à portée de tous, Simon Wildsmith nous parle en fait de l’absence de profonde liberté humaine. Il nous raconte un monde se montrant sous son jour le plus séduisant, mais le plus illusoire, nous faisant croire que davantage de bonheur vite accessible est possible. Effectivement, nous dit-il, en chacun de nous est logée une addiction, même a priori saine.
Simon Wildsmith aime les histoires. Ses tableaux, accompagnés de titres polysémiques ou référentiels, sont toujours porteurs d’un récit, à la genèse le plus souvent invisible, faite de bribes d’épisodes personnels et intimes, ou de la réverbération de l’actualité. Ses peintures naissent de ces désirs de récits, de ses secrets déclencheurs de l’image, seuls connus de l’artiste ou de ceux à qui l’artiste, prolixe et amoureux des mises en scène, les a confiés. Bon nombre de ses tableaux sont des autoportraits ou des moments autobiographiques, tels le gracieux et sincère Éloge de la complexité, considération de l’artiste sur sa propre évolution, ou encore I played, I lost, peinture cristallisant une peine de cœur, où les yeux mêmes de l’artiste habitent ce crâne et fixent le regardeur. Cependant, sous couvert de confidences, Simon Wildsmith reste intelligemment secret car complexe. La profusion d’images s’entrecroisant qui composent ses tableaux, la précision recherchée de détails dessinés parfois visibles par lui seul, attestent de cette complexité. L’intérêt de cette intimité apparemment dévoilée est son écho à celle de tout un chacun. Cette intimité est universelle. Simon Wildsmith part toujours du ressenti et de l’analyse lucide de la condition de l’homme et des travers de la nature humaine, pétrie d’obsessions religieuse, politique ou économique et d’addictions.
Un ressenti, une impression, sont conceptualisés, mis en forme, donnés à voir et à dire. En effet, son processus de création est le plus souvent déclenché par un détail visuel, qui sera extrapolé, transposé, transformé, sublimé. Au commencement est un extrait du réel.  Simon Wildsmith pratique l’emprunt, l’insertion et la distorsion d’images, l’esthétisation de détails, l’assemblage, la superposition de minces strates de motifs, et le dessin pictural. Son discours est théâtralisé. Il explore les capacités infinies de la composition en insérant même ses propres tableaux dans une nouvelle peinture, comme pour De retour de croisades. Ainsi la lecture de son œuvre s’apprécie à différents niveaux et s’enrichit en s’étirant dans le temps : l’œil et l’esprit, d’abord séduits par l’approche globale peuvent doucement être embarqués dans de véritables et minutieux voyages en focalisant sur chacun des détails. Ici, dans son tableau La Croissance, dont le titre confirme le goût des jeux de mots de l’artiste, une puce de carte de crédit, entendue comme symbole actuel de nos addictions consommatrices, et démultipliée par l’artiste, devient vanité dorée contemporaine. Là, The Beach, semblable à une aura vibratoire et solaire, est une vision agacée d’une plage cannoise en été, où l’homme s’agglutine sur le sable avec ses semblables, comme des mouches. Le détail des pattes de l’insecte s’entrecroisant et pixelisé par l’artiste se métamorphose avec délicatesse en corps de femme en bikini. My mother your daughter my girlfriend your wife est un suaire animé des regards de l’artiste sur les femmes, maternelles ou sensuelles, s’élargissant en une vision générale sur la féminité et la création biologique où Éros et Thanatos fusionnent. Tu ne tueras point, portrait de taureau très graphique, est une extrapolation époustouflante d’imagination et de lectures d’un écrit blanc, « Allah Akbar », peint à l’arrière d’une remorque marocaine rouge aux portes du Sahara. Chaque dessin composant le tableau est en effet un sample métamorphosé de ces mots peints « Dieu est grand » et une douce critique du pouvoir de la religion.
L’institution qui sacralise l’art n’est pas épargnée par la sensibilité de l’artiste, à l’instar de l’attitude dadaïste et de la formule de Picabia : « l’Art est partout, excepté chez les marchands d’Art, dans les temples de l’Art ». De ses nombreuses photos prises du sol gris, piétiné et inconsidéré de la dernière foire Art Basel, temple du marché de l’art contemporain, l’artiste nous fait voir des motifs et silhouettes, écritures, textures, se dégageant d’eux-mêmes de l’image. La méthode peut rappeler les peintures en sable d’André Masson qui cherchait la forme apparaissant et s’imposant au regard d’elle-même. Dans cette vaste série d’art du sol spontanée, car créée en temps limité (exercice fort apprécié de bon nombre de peintres numériques actuels) Simon Wildsmith cadre un détail, un objet, une ligne, une empreinte et l’extrait de ce contexte poussiéreux a priori insignifiant. Il ajoute une trame visuelle transparente ou un aplat coloré, démultiplie le motif. Le sol devient espace. Il part du vil, de l’anodin, met en œuvre son jeu de connexions libres, puis l’élève, transforme le plomb en or, souvent grâce à la figuration d’ailes s’envolant. Il décontextualise le motif pour le faire basculer dans le champ esthétique, dans celui de la réflexion et de la méditation. Ainsi dans Urinoir, dont le titre n’est pas sans rappeler Fontaine de Duchamp, un poil pubien échoué sur la céramique de toilettes à la foire de Bâle, démultiplié, proliféré, devient une chevelure enserrant un désodorisant métamorphosé lui aussi en cellule bicolore et anneau de Saturne, réflexion sur les créations fondamentales tant artistiques que biologiques. Ailleurs, des entailles et traces de craie sur le sol bâlois donne naissance à un effrayant tableau sur la perte de la liberté des élèves étouffée par l’autorité du système éducatif (La Rentrée ou Sacrifice d'un enfant à la sagesse). Les aspérités d'une plaque de voirie en fonte se transforment en étoiles lumineuses, clin d'œil à l'histoire intime du peintre. (La somme de mes amours). Alternance politique, recyclage des idées ou environnemental (Tableau réversible), cynisme des systèmes politico-financiers (Requins), tout objet de pensée peut prendre la forme d'une subtile composition.
Cet intérêt de Simon Wildsmith pour les détails et ces extractions du réel qu’il va extrapoler est à rapprocher de la pensée de la Renaissance ou des philosophies orientales et du système analogique entre microcosme et macrocosme. L’un n’étant qu’une déclinaison de l’autre. Cette possibilité de correspondances entre le grand tout et les petites choses irrigue la réelle compréhension du processus de création de l’artiste. « Dans tout, il y a toujours une part de vérité. » nous dit-il.
En toute logique, la grande Histoire, mémorielle, celle qui nous fait et nous défait, culturellement, socialement, politiquement, est très présente dans son propos. L’artiste compose des trames narratives qui se rappellent à l’actualité événementielle du monde. En dehors de toute expression sentimentaliste, l’artiste pointe les dérives malsaines commises par l’homme, les destructions induites par les fanatismes de tout ordre, mais sans irrévérence ni violence aucune – l’artiste en a une sainte horreur- même si celle-ci est juste parfois suggérée, par la mise en place et en scène d’accessoires (un fouet prêt à châtier, un avion percutant une tour, des coulées de sang…). Le Tigre cristallise le désir de guerre dont se nourrit l’homme, ici par intraveineuse, désir explosif habillant de fumée une vue aérienne de Bagdad, sur lequel plane le Vatican de Bramante dont les transepts terminés de seringues injectent une propagande de chrétienté biaisée. Empire donne à voir les signes de grandeur et de décadence des états et politiques dominants, dont l’histoire nous est racontée ici par leurs propres symboles mis en scène, aigle, coq, chien, dragon, non sans humour.
Récemment son travail sur papier s’est déployé en une forme à trois dimensions avec la collaboration de sa sœur Rebecca Doubleyou. Nommé Dissidence, un dôme, sublime et fragile sculpture architecturale de papier, aux dimensions parfaites, cache en son sein tout un programme. Sous cette cloche virginale si gracieuse et silencieuse, sous ce système posé et sacré, celui du consumérisme protecteur mais étouffant, la révolte gronde. Le dôme, percé de huit portes dorées à la feuille, laisse le désir d’échappée et la nécessité de liberté trouer son éternité illusoire, le transformant en tombeau. Grâce et subversion mêlées, là se positionne l’artiste. Dans ses tableaux, Simon Wildsmith provoque l’esprit avec douceur et extrême respect. Il alerte, donne à voir, à prendre conscience, à regarder autrement notre condition profonde, héritée et en devenir inéluctable. Le crâne, le squelette, l’os, l’organique, tous des vanités, sont récurrents. Tout à la fois idéaliste, universaliste, habité de la spontanéité, de la liberté imaginatrice et de l’énergie productive et critique de l’enfance, le propos de l’artiste est toujours fondamentalement juste. Hetero Sapiens Homo Sapiens montre à première vue une grille proche de la dentelle d’un mandala. De plus près, il s’agit d’un ballet de couples mis en scène, où l’homme est façonné de bâtons d’os. Le tableau illustre l’hypocrisie de la morale jetée sur les différenciations de pratiques sexuelles. La liberté de Simon Wildsmith nous offre une capacité de résistance et bouscule les consciences ensommeillées.
Mais s’il livre ainsi des clés de lecture du monde, le sens de ses tableaux ne se déploie pleinement que dans la narration à venir, à inventer, celle que le regardeur va faire sienne. Le spectateur est appelé à poursuivre en lui le récit de l’histoire, mais ne sera plus vraiment le même. Simon Wildsmith ébranle notre édifice intellectuel. Car les interrogations posées par l’artiste s’ancrent, sans douleur, mais profondément en chacun de nous et produisent d’imperceptibles changements dans notre vision du monde. Simon Wildsmith, tant l’homme que l’artiste, maîtrise l’art de poser les bonnes questions. En accord avec la formule duchampienne, c’est bien le regardeur qui fait le tableau ici. La force de son œuvre, et sa capacité à transformer celui qui s’arrête devant ses images, résident dans le choix du moment même de la narration que l’artiste choisit de mettre en scène. En effet, le point de tension entre ce qui fut, c’est-à-dire le détail qui donne naissance à l’image, et le devenir du propos en germe dans l’imagination du regardeur, est figé, en parfait équilibre entre l’avant et l’après. La magie de son travail opère dans le fait que ses tableaux sont toujours des ouvertures sur un ailleurs. L’espace était déjà très présent dans ses céramiques avec la récurrence de motifs d’astres. Dans ses peintures numériques, où le sol n’est jamais représenté, ce désir d’envolée et d’infini prend souvent corps dans la présence notable de papillons, d’ailes d’oiseaux ou d’anges et de petits hommes-croix flottants. Le choix de la couleur soutient également le désir d’ailleurs. À propos de On ira tous au paradis, l’artiste précise : « Je voulais un bleu du rêve, de l'insouciance, qui permette l'abandon de soi. Le vide planant ». La construction et la conceptualisation contrôlée de ces mondes autres, foisonnant de précision et de détails, de signification, de profondeur et de légèreté, de perspicacité et d’espoir, sont toujours hors sol, hors temps et hors espace définissables, hormis celui de l’infini. La rêverie et la méditation sont des issues possibles à l’analyse des extraits du réel effectués par l’artiste. Comme dans A lot to do about nothing où l’homme-croix se détache du réel dans une fuite en avant, une nuée échappatoire. De même, la fréquente répétition de motifs, de grilles, de lignes, parfois à la limite de l’abstraction, l’omniprésence de croix, symbole fétiche de l’artiste, donnent à voir des mantras visuels, et font basculer l’image dans les possibilités méditatives à la fois évasives et réflexives des mandalas. Ses tableaux possèdent la puissance des icônes.
Simon Wildsmith crée avec un sens inouï de l’esthétisme et une grâce certaine, sans doute héritée avec bonheur de son père, célèbre illustrateur anglais et coloriste prodigieux de livres pour enfants. En tendant vers l’harmonie, la subtilité et la complexité, Simon Wildsmith réussit à sublimer sa douce et sincère révolte contre ce qui entache l’humain. Bien que passé au prisme du contrôle rationnel de chaque pixel, chacun de ses tableaux a la capacité de faire rêver. Simon Wildsmith incise le monde, accroche notre œil, renoue avec l’essentiel, ré-enchante le monde. Avec respect et infinie justesse."

## Expositions
Tableaux et estampes
- 2013
- Exposition "Street & Pop" Galerie Moretti et Moretti, 6, Cour Bérard, 75004 Paris, du 25 octobre au 7 décembre
- Exposition permanente : Le Voilier, 61 La Croisette, Cannes 06400
- Avril 4 - 7 - Miami International Art Fair (MIA) Encore
- Janvier 24 - 28 - Art Palm Beach
- Janvier 17 - 21 - Miami International Art Fair (MIA)
- 2012
  - Février. Singapour:  White canvas Gallery
  - Automne Paris (en préparation )
- 2011
  - Juillet 12 - 29 - La Chantrerie, rue de la Chantrerie, Cahors, France
- 2008
  - Octobre - Le Voilier, 61 La Croisette, Cannes, France
  - Août - Château de Castellaras, Mouans-Sartoux, France
  - Juin - Linq Communication, Gand, Belgique
  - Janvier - Espace Municipal d’Art Contemporain, Cahors, France
- 2007
  - Juin - Espace Architecture Nathalie Larradet, Pau, France

Céramiques
- 1997 - Galerie L’Etang d’Art, Bages, France
- 1992 - M et M Gallery, Tokyo, Japon
- 1991 - Wilson and Gough, Londres, UK
- 1989 - Albertson-Peterson Gallery, Winter Park, Floride, USA
- 1987 - Cré Ceramics, Londres, UK
- 1986 - The Ashdown Gallery, Sussex, UK
  - London Ecology Centre, Londres, UK

## Images
http://www.simonwildsmith.com/Work